# Зоцовка
Зоцовка (укр. Зоцівка) — село,
Иваницкий сельский совет,
Ичнянский район,
Черниговская область,
Украина.
Код КОАТУУ — 7421785203. Население по переписи 2001 года составляло 119 человек .

## Географическое положениеия
Расположено на реке Иваница (Верескуны). Выше по течению на расстоянии в 0,5 км расположено село Загон,
ниже по течению на расстоянии в 2,5 км расположено село Иваница.Расстояние до районного центра:Ичня : (22 км.), до областного центра:Чернигов (124 км.), до столицы:Киев (158 км.).

## Истор
- 1600 год — дата основания.